# Арто I (граф Верхнего Пальярса)

Каталонские графства в IX-XII вв

Арто (Артальдо) I (Artaud Ier de Pallars Sobirà, Artallus) (ум. 13/19 апреля 1082) – граф Верхнего Пальярса (Пальярс Собира) с около 1049 г. (не позднее). В документах иногда называется графом и маркграфом (comes et marchio).
Вероятно, родился между 1025 и 1030 годом. Второй сын Гильома II и Стефании Урхельской. Не позднее 1049 г. наследовал брату – Бернару II, умершему в молодом возрасте бездетным.
Вёл феодальный войны с родственниками – графом Нижнего Пальярса Раймондом IV и графом Урхеля Арменголом IV.

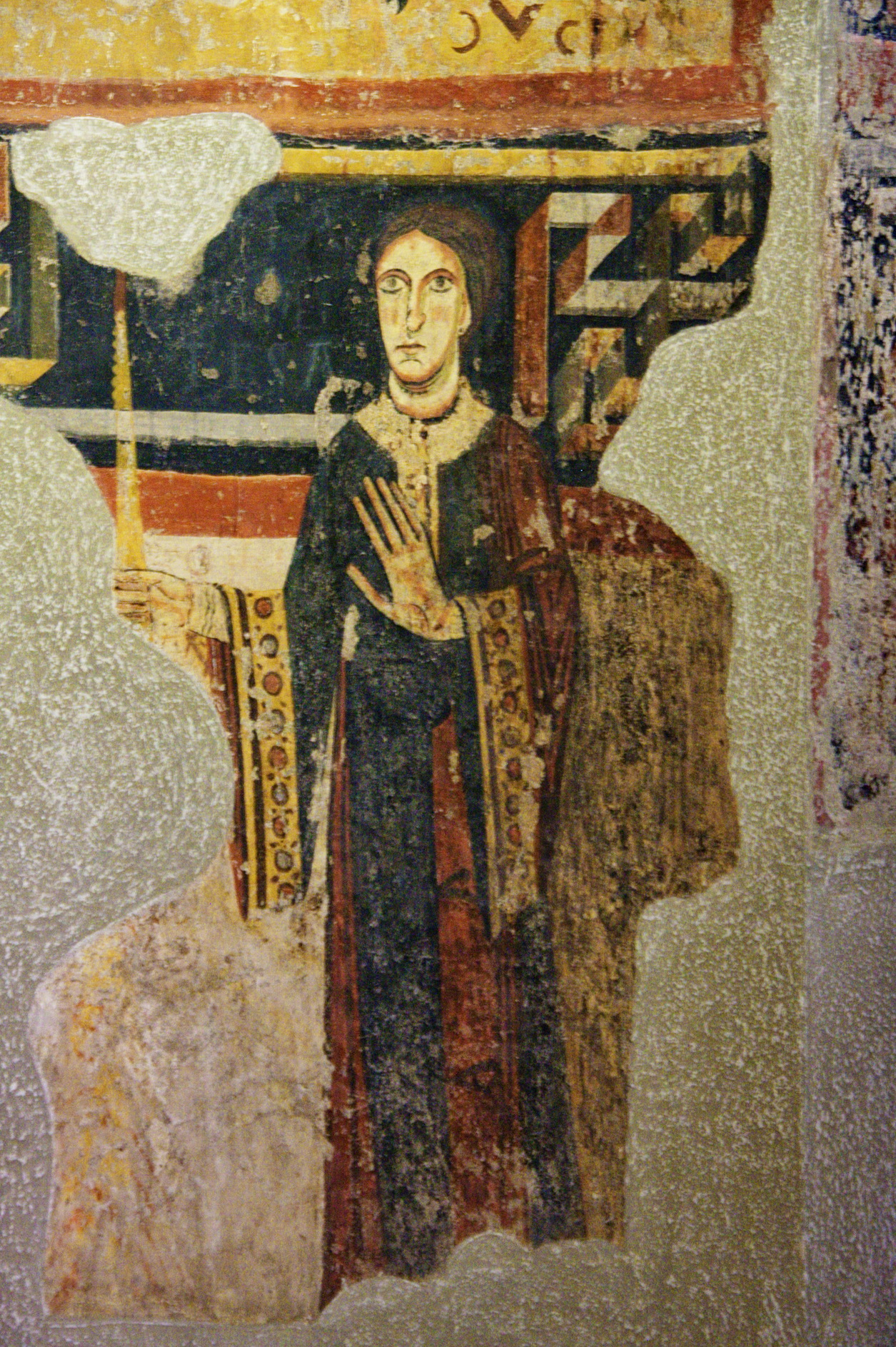
Люси де ла Марш

Не позднее сентября 1050 г. Арто I женился на Констанции, происхождение которой не выяснено. О детях ничего не известно.
В 1057 г. (27 января) вторым браком женился на Люси де ла Марш, дочери графа Марша Бернара I. От неё сыновья:
- Арто II (ум. 1124), граф Пальярс Собира
- Одон Святой (ум. 1122), епископ Урхеля
- Гильом, упом. в 1075.

Возможно, у них также была дочь Мария.